# Accademia degli Svegliati
L'Accademia degli Svegliati fu un'accademia operante a Pisa nei secoli XVI e XVII (non va confusa con l'omonima accademia napoletana).
L'accademia fu fondata nel 1588 da alcuni membri cattedratici dell'Accademia degli Ardenti.
Nel 1621 andò a confluire nell'Accademia dei Lunatici o degli Stravaganti, mediante una fusione con l'Accademia degli Informi, con l'Accademia dei Rozzi e con quella degli Occulti.
Nel 1670 un gruppo dei Lunatici, che si era dedicato all'arte scenica operando nel più antico teatro di Pisa, lo Stanzone de' Banchi (denominato anche Stanzone degli Stravaganti), si stabilì alla Villa di Corliano dei Bagni di Pisa (oggi San Giuliano Terme) assumendo come emblema una tartaruga ed una lepre ed il motto di Guglielmo di Ockham "Tarde alteretur et Velociter currat".
Il 24 maggio 1700 gli Stravaganti dettero origine, insieme ai membri delle Accademie degli Ombrosi, degli Oppressi e degli Inesperti, alla Colonia Alfea (di cui fece parte Maria Luisa Cicci detta Erminia Tindaride), filiazione dell'Accademia dell'Arcadia, fondata a Roma nel 1690. Requisiti per l'ammissione erano la “civiltà dei natali, unita alla bontà dei costumi” oltre ad una solida reputazione d'erudito in almeno una delle principali scienze.
Dal 1751 al 1821 vennero denominati Misoponi e dettero successivamente origine alla Accademia dei Ravvivati; sotto tale nome, nel 1824 assunsero la gestione del Teatro Ernesto Rossi di Piazza San Nicola (oggi Piazza Francesco Carrara) a Pisa.